# Chloe Sullivan
Chloe Sullivan é uma personagem fictícia da série de televisão Smallville. A atriz Allison Mack interpreta a personagem desde o episódio piloto; duas outras atrizes desempenharam o papel de Chloe Sullivan como uma criança. A personagem foi criada exclusivamente para Smallville, pelos criadores da série Alfred Gough e Miles Millar. Até o momento da décima temporada, ela e Clark Kent são os únicos personagens do elenco principal que permanecem juntos na série desde a primeira temporada. Chloe também apareceu em vários livros baseado em Smallville, uma websérie, e no universo dos quadrinhos da DC Comics.
Chloe atuou como repórter e editora do jornal estudantil A Tocha, durante o período no qual os personagens da série estudavam o colegial em Smallville, além de ter sido namorada e mais tarde esposa de Jimmy Olsen, atual viúva do mesmo. Ela é prima de Lois Lane - o futuro amor na vida de seu melhor amigo Clark Kent. Chloe é mostrada como uma estudante de Jornalismo na Universidade de Metropolis, e atualmente ex-jornalista do Planeta Diário, demitida por Lex Luthor e atual membro da Liga da Justiça.

## Biografia de Chloe Sullivan
Nativa de Metrópolis, Chloe é a melhor amiga de Clark Kent. No início da série, Chloe começa a notar que todas as coisas estranhas que acontecem em Smallville possuem alguma ligação com a chuva de meteoros e os fragmentos que restaram, juntando muita informação e reunindo-a no que ela chamou de "mural do esquisito". Na metade da quarta temporada, Chloe descobre o segredo de Clark, mas este só descobre isso no início da quinta temporada, quando Chloe revela a ele que sabia já de toda a verdade.
A mãe de Chloe, Moira Sullivan, durante os eventos da sexta temporada, é mostrada internada em um hospital para doentes mentais, e ela possui poderes de controlar outros mutantes devido a radiação com kriptonita causada pela chuva de meteoro que trouxe Clark a terra. A personagem foi interpretada por Lynda Carter, conhecida por ter interpretado a Mulher Maravilha no seriado da década de 1970.
No último episódio da sexta temporada de Smallville, é revelado também que Chloe tem poderes especiais (assim como sua mãe). Mas os poderes de Chloe são relacionados à cura, pois assim como Moira, Chloe também acabou sendo infectada pela radiação; uma lágrima cai sobre Lois Lane e ela se cura. Fora Lois, Chloe também já usou seus poderes para curar Jimmy Olsen de um pequeno ferimento no dedo e Lex Luthor, livrando-o da morte, ambos na sétima temporada da série.
Atualmente Chloe é casada com Oliver Queen, o Arqueiro Verde e não possui mais poder nenhum, pois devido a possessão de Brainiac nos eventos da oitava temporada da série, Chloe acabou perdendo todo rastro de infecção causado pela radiação da chuva de meteoros e acaba se tornando uma humana comum.

## Trajetória
Allison Mack é a única atriz do elenco original que permaneceu na série até a ultima temporada, ao lado de Tom Welling, intérprete de Clark Kent. A personagem Chloe é rica em acontecimentos marcantes ao longo das diversas temporadas, tendo em todas elas, grande popularidade e destaque, sendo considerada a mesma como o epicentro de Smallville e personagem central da série.

### 1ª Temporada: Disputando o coração deClark
Chloe é mostrada como uma adolescente amigável, agradável e cômica, tendo por si só algumas características semelhantes das de Lois Lane, dentre elas, seu imenso interesse pelo Jornalismo. Com o decorrer da temporada, a relação enciumada cujo foco acabou se tornando rivalidade, entre Lana e ela, é mostrada de forma mais detalhada e previsível, bem como que ao final da temporada, vemos a mesma sendo o objeto de desejo amoroso do jovem Clark Kent, embora seja por pouco tempo, já que mostra-se posteriormente que o rapaz é apaixonado realmente por Lana Lang. Chloe se revela como uma jovem radiante, cheia de vida e que possui sentimentos que vão além de simples afeições fraternas para com Clark, o que lhe causa, mais tarde, sua entrada em um quarteto amoroso ao lado de Whitney, Lana e Clark.

### 2ª Temporada: O Triângulo Amoroso
Na segunda temporada, os sentimentos de Clark para com Lana tornam-se ainda mais profundos, e isso causa grande dor e sofrimento a Chloe, que enciumada, causará um certo impacto no romance de ambos. A amizade entre Chloe e Lana enfim ganha contornos mais definidos, fazendo-as com que aderissem uma grande amizade e um afeto significativo uma para com a outra, mas ao mesmo tempo continuam sendo rivais, pois ambas são apaixonados pelo jovem homem de aço.

### 3ª Temporada: No caminho dosLuthor
Arrasada por não ser correspondida amorosamente por Clark Kent, Chloe se deixa seduzir por Lionel Luthor, pai de Lex Luthor, que possibilitou a ela um estágio no Planeta Diário, pedindo em troca informações de seu amigo Clark e de seu suposto segredo. Quando Chloe se arrepende de ter aceitado a proposta de Lionel para investigar e descobrir o segredo de Clark, ela repensa sobre suas atitudes e enfrenta Lionel, preferindo a amizade para com Clark do que seu sonho de continuar estagiando no Planeta Diário. Ela acaba se envolvendo em um jogo perigoso de intrigas ao lado de Lex Luthor, onde ambos movidos pelo desejo de vingança, traçam um plano para que Lionel Luthor pague por todos os seus crimes, o que causará aos dois um preço mortal a ser pago, já que Lionel se mostra cada vez mais um ser maquiavélico e de poucos sentimentos fraternos e pacíficos. Ao fim da temporada, Chloe e Lex sofrem uma tentativa de assassinato orquestrado por Lionel, dando a impressão que de fato, Chloe tenha morrido carbonizada em uma explosão e Lex envenenado.

### 4ª Temporada: Descobrindo o segredo de Clark
Na quarta temporada, vemos a prima de Chloe, a esperta e divertida Lois Lane, dando o ar de sua graça na temporada, em busca de investigar a suposta morte de Chloe. Nessa mesma temporada, Alicia Baker revela a Chloe que Clark Kent não é um ser humano. Desde então, ela esperou ele se revelar a ela sobre seu segredo, tendo a mesma não o forçado a nada, somente foi uma grande amiga e uma luz de bondade oculta, da qual iluminava os caminhos de Clark Kent silenciosamente durante todo seu trajeto nesse ano.

### 5ª Temporada: Principal aliada de Clark
Clark e Chloe estão mais próximos e unidos. Clark decide se revelar a Chloe por inteiro após saber que a loirinha já sabe sobre seu segredo, e a deixa a par de todas as situações presentes. Chloe começa a trabalhar no Planeta Diário e devido a sua raiz mais afinca no Jornalismo, ela e Clark vivem demasiadamente diversas e empolgantes aventuras juntos, já que Chloe se tornou aliada, companheira e confidente do mesmo.

### 6ª Temporada: Poderes devido a Infecção com Kriptonita
Na sexta temporada é revelado que Chloe possui superpoderes e que ela é uma infectada por meteoros. Os poderes de Chloe referem-se a cura. Ela também começa um relacionamento amoroso com Jimmy Olsen, fotógrafo do Planeta Diário, bem como ajuda a Liga da Justiça e Clark em uma missão radical contra Lex Luthor. Nessa temporada também, a mesma salva sua prima Lois Lane da morte com seus poderes.

### 7ª Temporada: Aprendendo a conviver com seus poderes
Chloe neste ano começa a explorar mais seus poderes e salva Lex Luthor da morte certa e também cura Jimmy de um pequeno ferimento no dedo, revelando-se a ele posteriormente como uma mutante que é, e o relacionamento de ambos se intensifica a cada instante. Chloe acaba presa ao fim da temporada por causa de Lex Luthor, pois o mesmo a denuncia por invadir informações confidenciais governamentais (que na verdade os supostos policias são capangas de Lex que prendem Chloe para explorar seus poderes).

### 8ª Temporada: No destino deDoomsdayeBrainiac
Chloe e Jimmy decidem se casar, só que ela descobre nesse ano que Brainiac esta tentando possui-la constantemente, alterando assim posteriormente, sua índole e seus planos e desejos reais, tendo por causa de Brainiac, adquirido uma certa ligação sem querer com Davis, o futuro Doomsday e adquirir grande inteligência, decorrentes de Brainiac que a quer possui-la por completo para usá-la em seus planos diabólicos. Davis se apaixonará por Chloe por causa de um programa que Brainiac rodou enquanto a possuía, e, mesmo após Brainiac ter sido expulso do corpo de Chloe, a ameaça de Doomsday com a moça se tornará mortal. Nessa temporada também, Chloe passa um episódio com o corpo de sua prima Lois Lane graças a um feitiço de Zatanna, e aceita no final do mesmo episódio, integrar oficialmente a atual formação da Liga da Justiça (Arqueiro Verde, Canário Negro, Flash (Bart Allen), Ciborgue e Aquaman) adotando o codinome de "Torre de Vigia".

### 9ª Temporada: Membro daLiga da Justiça
Na nona temporada de Smallville, Chloe auxilia a Liga da Justiça como "Torre de Vigilância", se tornando assim, uma heroína e um membro valioso para o grupo, passando informações On-Line para eles. Nessa temporada, Chloe e Oliver engatam um relacionamento diferente do tradicional. Eles acabam se apaixonando. No fim da temporada, Chloe e Oliver trocam um "Eu te amo".

### 10ª Temporada: Mais heroína que nunca
Chloe Sullivan retornou para a última temporada de Smallville para participar de alguns episódios, sendo creditada como parte do elenco fixo da série nos episódios em que participa. A personagem participou de 10 episódios (sendo sua participação em 3 episódios como flashback) para fechar com chave de ouro o desfecho de sua personagem. A personagem é a única, junto de Clark, a estar presente em todas as temporadas da série. A história de Chloe neste ano é associada ao sacrifício. Chloe Sullivan parte para uma jornada em busca de Oliver Queen, livrando-o do Esquadrão Suicida, utilizando o elmo do Sr. Destino para isso. Ela veste o elmo e diz adeus ao seu melhor amigo Clark Kent. Após Chloe ter se colocado como moeda de troca pela libertação de Oliver, ela forja sua morte diante do Esquadrão Suicida. No meio da temporada, ela retorna a Smallville para salvar Clark, Lois, Oliver e o restante da Liga da Justiça das mãos dos agentes do Governo, bem como vence a fúria de Darkseid, que tenta possuir seu corpo. Mais tarde, se casa com Oliver e ambos vão morar em Star City. Chloe se torna novamente uma jornalista de um jornal local, mas assim como Clark, optou por ter duas identidades: O da jornalista de dia, e o da recrutadora de heróis a noite, auxiliando outros heróis a seguir seu destino. No dia do casamento de Lois e Clark, Chloe salva Clark das mãos de Oliver, que estava possuído por Darkseid, e entregou a Lois um anel de Kriptonita dourada para que ela possa colocar no dedo de Clark. Chloe percebe que o anel é feito de Kriptonita, e impede que Clark o use, salvando sua vida. Os anos se passam, e a série termina mostrando Chloe com um filho, cujo pai é Oliver. Ela conta a seu filho a história do Superman, desde suas raízes, e recebe uma ligação de sua prima Lois, que mantém ainda planos de se casar com Clark, depois do casamento arruinado por Oliver 7 anos antes.

## Chloe nos quadrinhos

Chloe em Smallville: The Comic.

A primeira aparição de Chloe nos quadrinhos foi na revista baseada na série Smallville, publicada no Brasil pela Panini Comics, que contou com tie-ins para os webisódios de Chloe Chronicles. A personagem não apareceu no Universo DC até 2010, embora representantes e escritores da DC haviam prometido a introdução da personagem no seu universo regular desde 2007. Foi anunciado que Chloe seria introduzida em Superman#674 (12 de março, 2008). No entanto, a edição acabou indo em frente sem Chloe. Segundo o escritor Kurt Busiek, o problema de levar Chloe para o universo regular dos quadrinhos, e manter a versão original da televisão, era que ela teria preeenchido dois papéis: "Garota de Back Home e a Repórter". Esses papéis já tinham sido preenchidos pelas versões em quadrinhos de Lana Lang e Lois Lane, de modo que o plano era dar á personagem um novo papel. Busiek esperava fazer de Chloe a irmã mais nova de alguém que Clark tinha ido para a escola, que agora seria uma estagiária no Planeta Diário. Busiek acreditava que isso iria fazê-la diferente de Lana e Lois, mas ainda familiar aos leitores que também assistiam a série. Outro diferencial seria que esta versão do Chloe não saberia o segredo de Clark, nem seria ela uma infectada por meteoro. Essas ideias nunca chegaram a ser concretizadas.
Em setembro de 2009, a primeira edição de uma nova história de origem do Superman foi publicada chamada Superman: Origem Screta escrita por Geoff Johns. A história começa com Clark Kent quebrando acidentalmente o braço de Pete Ross durante um jogo de futebol. A assinatura "Chloe S." pode ser vista no gesso do braço de Pete. Em Superman: Origem Secreta#4, é mostrado um post-it na mesa de Lois com as palavras "Chame Chloe".

A Chloe do Universo DC. Seu visual foi feito pelo desenhista brasileiro R.B Silva.

Em 2010, Chloe passou a integrar o Universo DC.  Chloe apareceu pela primeira vez na Action Comics #893" (Novembro de 2010). A personagem aparece numa história de Jimmy Olsen escrita por Nick Spencer. O desenhista brasileiro R.B Silva foi o responsável pela criação do visual da personagem nos quadrinhos. Spencer afirmou que a introdução de Chloe tem sido a sua primeira "contribuição positiva" para o Universo DC. Devido às diferenças de continuidade entre Smallville e as histórias em quadrinhos do Superman, Spencer escolheu a versão dos quadrinhos ser bastante fiel á personagem, que pôde honrar sua história romântica com Jimmy Olsen de temporadas anteriores de Smallville e sua formação em jornalismo desde as primeiras temporadas. Spencer decidiu introduzir Chloe depois que ele começou a criar uma inteligente e obstinada repórter para interagir com Jimmy Olsen, e percebeu que ele estava inconscientemente escrevendo sobre Chloe.

### 11ª Temporada de Smallville nos quadrinhos
Foi lançado em quadrinhos a décima primeira temporada da série, que conta com Chloe como personagem regular ao lado de Clark, Lois, Oliver, Tess e Lex. 